# Santa Anita (Yobaín)
Santa Anita es una población de Yucatán en México, perteneciente al municipio de Yobaín, ubicado en el litoral norte de la península de Yucatán.

## Toponimia
Santa Anita hace referencia a Ana de Nazaret.

## Demografía
Según el censo de 2005 realizado por el INEGI, la población de la localidad era de 0 habitantes.
| 11                          | 13 | 4 | 0 | ? | ? | ? | 8 | 0 | 0 | ? | 0 |
| (Fuente: INEGI [Consultar]) |    |   |   |   |   |   |   |   |   |   |   |

## Galería

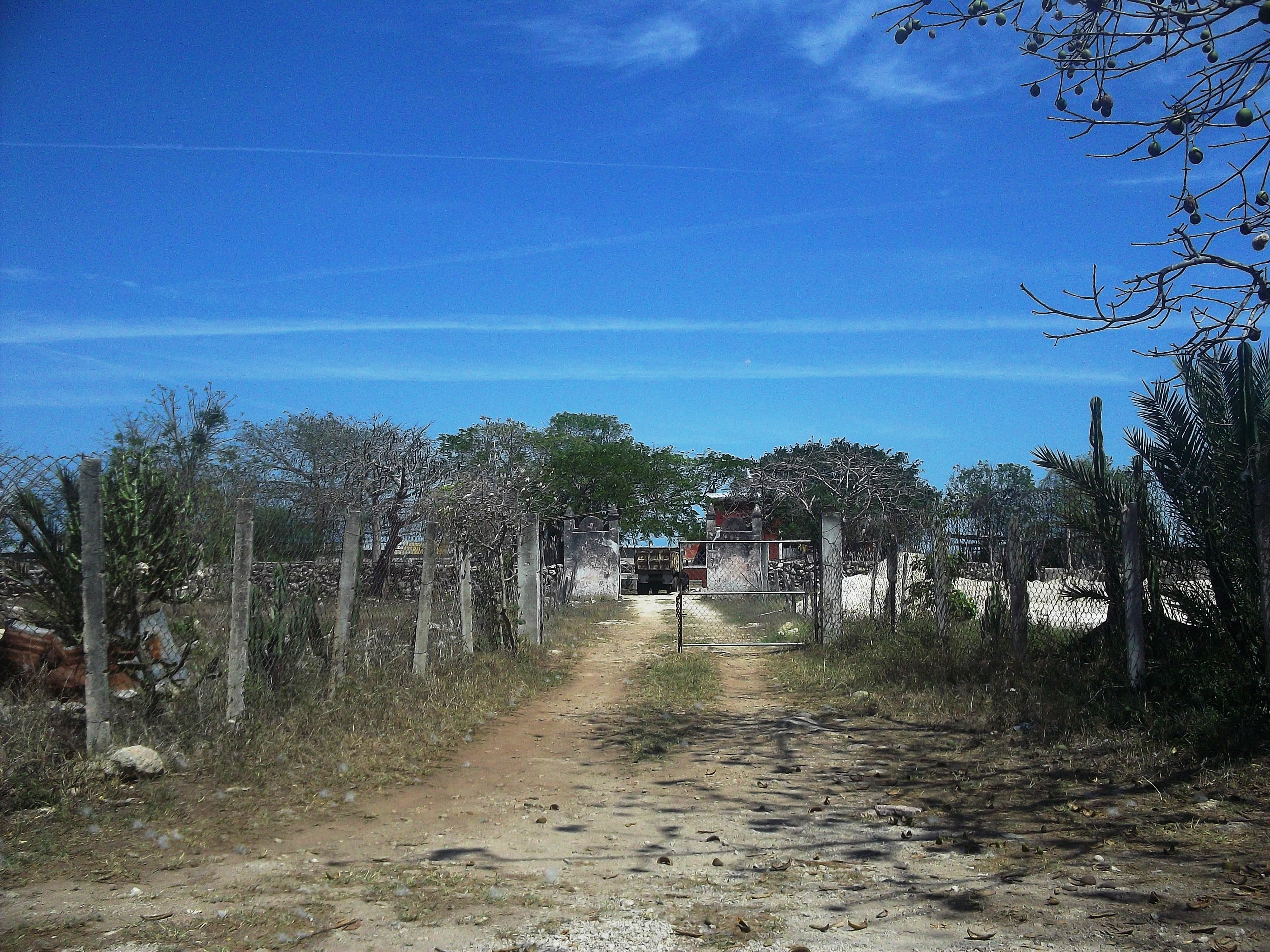
Vista de Santa Anita.
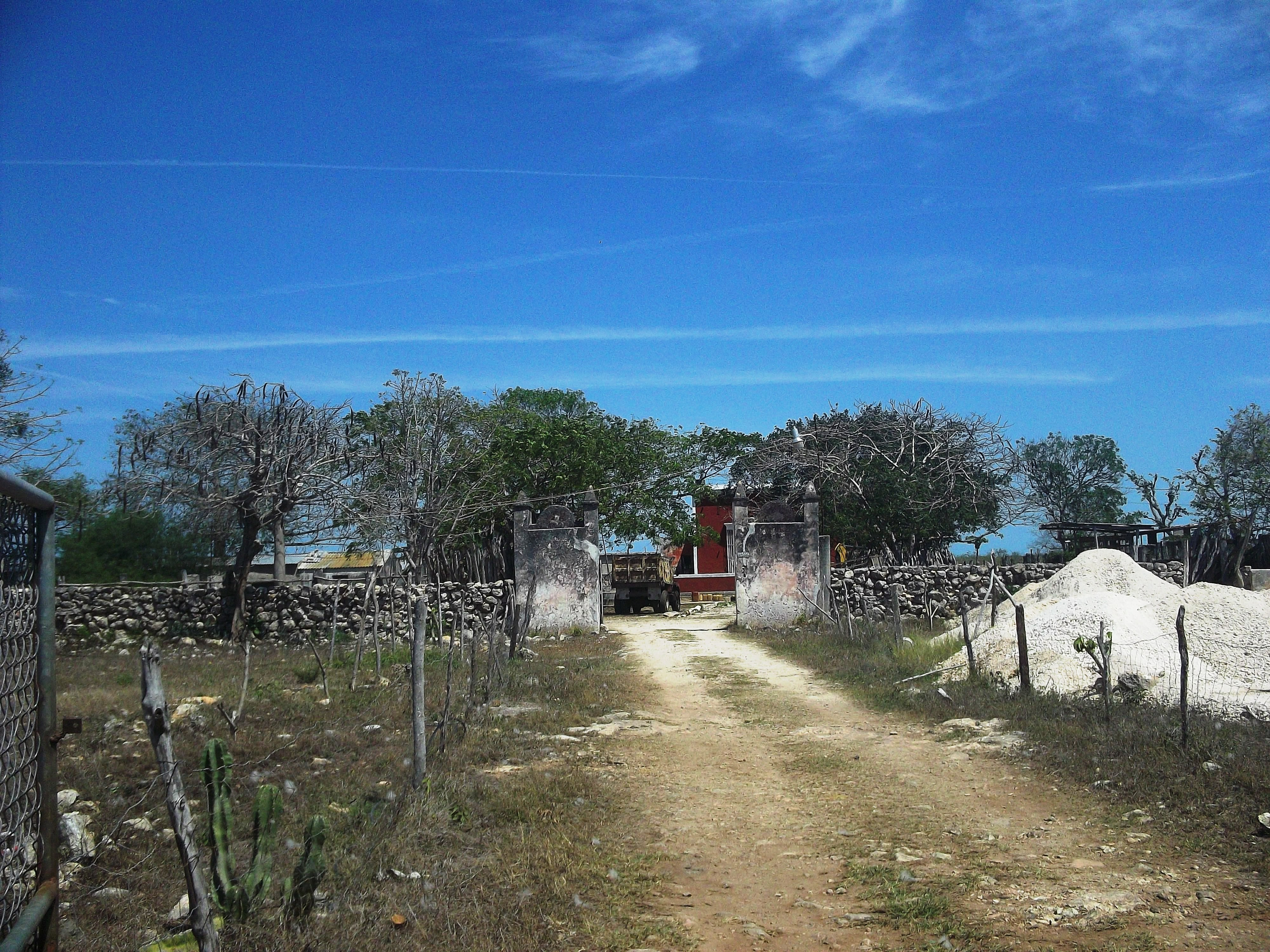
Vista de Santa Anita.